# استان دانیل کامپوس
استان دانیل کامپوس (به اسپانیایی: Provincia de Daniel Campos) یکی از استان‌های بولیوی در بولیوی است که در شهرستان پوتوسی واقع شده‌است. استان دانیل کامپوس ۱۰٬۳۴۷ کیلومتر مربع مساحت و ۵٬۰۶۷ نفر جمعیت دارد.